# Maricel Televisió
Maricel Televisió és la televisió local i pública de Sitges que juntament amb Ràdio Maricel esdevenen els dos mitjans de comunicació municipals de la vila. La seva primera emissió es va realitzar el 8 de febrer de 1999 amb la voluntat d'apropar l'actualitat de la vila als sitgetans. Des de març de 2013, funciona únicament per internet a través de contingut a la carta.
L'origen de Maricel Televisió es remunta al Carnestoltes de Sitges de l'any 1986 quan va aparèixer Telefot, la primera experiència televisiva de la comarca del Garraf. Va ser una televisió d'iniciativa privada que va estar en antena del 1986 al 1999 i que únicament emetia els dies de Carnestoltes amb la voluntat de retransmetre els diferents actes que es realitzaven a la vila. Tot i això, les retransmissions per les quals tenien especial predilecció van ser les rues de diumenge i dimarts que es feien en directe. Els membres de Telefot no eren professionals del sector, això va fer que haguessin de compaginar les seves respectives feines i horaris amb les emissions carnavalesques.
Arrel d'això, Nivell 10 va realitzar un curs de formació audiovisual adreçat a joves de Sitges i posteriorment se'ls va proposar construir des de zero Maricel Televisió. Amb l'aparició del mitjà públic, Telefot faria les seves últimes retransmissions durant el Carnestoltes de Sitges del 1999.
La primera emissió de Maricel Televisió es va realitzar el 8 de febrer de 1999 mitjançant la freqüència de Canal Blau, la televisió pública de Vilanova i la Geltrú, gràcies a un acord entre els dos ajuntaments. L'acord consistia en què el canal veí aturava unes hores al dia la seva programació i li cedia aquests espais a la televisió de Sitges. En aquell moment, aquest fet suposava una il·legalitat pels dos ajuntaments, ja que la senyal d'una televisió local no podia anar més enllà del terme municipal.
A partir de febrer de 2002 la televisió de Sitges va aconseguir una freqüència pròpia que li va permetre emetre pel canal 47 del UHF. L'any 2005, el parlament de Catalunya va aprovar la nova Llei Audiovisual Catalana en què s'establia que la demarcació del Garraf només podria tenir una única televisió pública a la nova TDT. Això va fer que les dues televisions de la comarca comencessin a cooperar emetent un informatiu diari conjunt i simultani pels dos canals per familiaritzar les respectives audiències.
Aquest sinergia dels dos mitjans de comunicació va fer néixer la televisió comarcal del Garraf que començaria a emetre per la TDT el 23 d'abril del 2009 sota el nom de Canal Blau – Maricel Televisió a través del Consorci Teledigital del Garraf.
En plena crisi econòmica, l'1 de març de l'any 2013 l'Ajuntament de Sitges es veu obligat a marxar del Consorci Teledigital del Garraf degut a l'elevat cost anual que suposava mantenir la televisió. D'aquesta manera, Maricel Televisió comença a treballar en un nou model de mitjà a través d'internet basat en un servei a la carta de peces informatives.
Tot i funcionar per internet i no disposar de cap freqüència pròpia per la TDT, l'Ajuntament veu la necessitat d'emetre la Festa Major, Santa Tecla i el Carnestoltes per la televisió convencional. Així doncs, des de l'any 2013 al 2015 aquestes festivitats són retransmeses per Penedès Televisió però pagades per l'Ajuntament de Sitges. A partir del 2016, aquests tres esdeveniments tornen a ser emesos per Canal Blau, ja que fer-ho per la televisió del Penedès suposava una il·legalitat perquè no era la televisió de proximitat de la demarcació del Garraf.